# Бибеску, Елена
Елена Бибеску, Элен Бибеско (фр. Hélène Bibesco, рум. Elena Bibescu; 1855, Бырлад — 18 октября 1902, Яссы) — румынско-французская пианистка, аристократка и меценатка.

## Биография
Дочь видного политика Манолаке Костаке Епуряну. Училась в Венской консерватории, затем совершенствовала пианистическое мастерство под руководством Антона Рубинштейна. 14 февраля 1873 года дебютировала с концертом в Бухаресте, после которого получила предложение руки и сердца от князя Александру Бибеску, младшего сына последнего господаря Валахии Георгия III Бибеску, принадлежавшего к противоположной по отношению к Епуряну дворянской партии.
После вступления в брак княгиня Бибеску ещё непродолжительное время продолжала концертировать (известен положительный отзыв Ференца Листа о её мастерстве в письме Каролине Сайн-Витгенштейн от 11 ноября 1873 года), однако в дальнейшем посвятила себя преимущественно своему домашнему салону в Париже, который посещали ведущие представители французской музыки и живописи, в том числе Камиль Сен-Санс, Шарль Гуно, Клод Дебюсси, Пьер Боннар, Эдуар Вюйяр, Аристид Майоль… Княгиня Бибеску покровительствовала молодому Джордже Энеску, ввела его в круг парижских музыкантов, а у себя в салоне играла с ним дуэтом.
Умерла от рака желудка.
Один из сыновей Александра и Елены Бибеско — Антуан Бибеско, румынский дипломат и близкий друг Марселя Пруста.